# Lista de sonatas de Domenico Scarlatti
Estas são as sonatas para teclado solo (originalmente escritas para o cravo ou piano forte) por Domenico Scarlatti, Catalogado por Kirkpatrick com a seguinte numeração "Kk":
- Kk. 1 — Sonata in Ré menor, Allegro
- Kk. 2 — Sonata in Sol maior, Presto
- Kk. 3 — Sonata in Lá menor, Presto
- Kk. 4 — Sonata in Sol menor, Allegro
- Kk. 5 — Sonata in Ré menor, Allegro
- Kk. 6 — Sonata in Fá maior, Allegro
- Kk. 7 — Sonata in Lá menor, Presto
- Kk. 8 — Sonata in Sol menor, Allegro
- Kk. 9 — Sonata in Ré menor, Allegro
- Kk. 10 — Sonata in Ré menor, Presto
- Kk. 11 — Sonata in Do menor, Allegro
- Kk. 12 — Sonata in Sol menor, Presto
- Kk. 13 — Sonata in Sol maior, Presto
- Kk. 14 — Sonata in Sol maior, Presto
- Kk. 15 — Sonata in Mi menor, Allegro
- Kk. 16 — Sonata in Si b maior, Presto
- Kk. 17 — Sonata in Fá maior, Presto
- Kk. 18 — Sonata in Ré menor, Presto
- Kk. 19 — Sonata in Fá menor, Allegro
- Kk. 20 — Sonata in Mi maior, Presto
- Kk. 21 — Sonata in Ré maior, Allegro
- Kk. 22 — Sonata in Do menor, Allegro
- Kk. 23 — Sonata in Ré maior, Allegro
- Kk. 24 — Sonata in Lá maior, Presto
- Kk. 25 — Sonata in Fá # menor, Allegro
- Kk. 26 — Sonata in Lá maior, Presto
- Kk. 27 — Sonata in Si menor, Allegro
- Kk. 28 — Sonata in Mi maior, Presto
- Kk. 29 — Sonata in Ré maior, Presto
- Kk. 30 — Sonata in Sol menor, Moderato ("Cat Fugue")
- Kk. 31 — Sonata in Sol menor, Allegro
- Kk. 32 — Sonata in Ré menor, Aria
- Kk. 33 — Sonata in Ré maior, Allegro
- Kk. 34 — Sonata in Ré menor, Larghetto
- Kk. 35 — Sonata in Sol menor, Allegro
- Kk. 36 — Sonata in Lá menor, Allegro
- Kk. 37 — Sonata in Sol menor, Allegro
- Kk. 38 — Sonata in Fá maior, Allegro
- Kk. 39 — Sonata in Lá maior, Allegro
- Kk. 40 — Sonata in Do menor, Minuetto
- Kk. 41 — Sonata in Ré menor, Andante moderato
- Kk. 42 — Sonata in Si b maior, Minuetto
- Kk. 43 — Sonata in Sol menor, Allegrissimo
- Kk. 44 — Sonata in Fá maior, Allegro
- Kk. 45 — Sonata in Ré maior, Allegro
- Kk. 46 — Sonata in Mi maior, Allegro
- Kk. 47 — Sonata in Si b maior, Presto
- Kk. 48 — Sonata in Do menor, Presto
- Kk. 49 — Sonata in Do maior, Presto
- Kk. 50 — Sonata in Fá menor, Allegro
- Kk. 51 — Sonata in Mi b maior, Allegro
- Kk. 52 — Sonata in Ré menor, Andante moderato
- Kk. 53 — Sonata in Ré maior, Presto
- Kk. 54 — Sonata in Lá menor, Allegro
- Kk. 55 — Sonata in Sol maior, Presto
- Kk. 56 — Sonata in Do menor, Allegro con spirito
- Kk. 57 — Sonata in Si b maior, Allegro
- Kk. 58 — Sonata in Do menor, Fuga
- Kk. 59 — Sonata in Fá maior, Allegro
- Kk. 60 — Sonata in Sol menor, Allegro
- Kk. 61 — Sonata in Lá menor,
- Kk. 62 — Sonata in Lá maior, Allegro
- Kk. 63 — Sonata in Sol maior, Capriccio: Allegro
- Kk. 64 — Sonata in Ré menor, Solavota: Allegro
- Kk. 65 — Sonata in Lá maior, Allegro
- Kk. 66 — Sonata in Si b maior, Allegro
- Kk. 67 — Sonata in Fá # menor, Allegro
- Kk. 68 — Sonata in Mi b maior ,
- Kk. 69 — Sonata in Fá menor,
- Kk. 70 — Sonata in Si b maior ,
- Kk. 71 — Sonata in Sol maior, Allegro
- Kk. 72 — Sonata in Sol maior, Allegro
- Kk. 73 — Sonata in Do menor,
- Kk. 74 — Sonata in Lá maior, Allegro
- Kk. 75 — Sonata in Sol maior, Allegro
- Kk. 76 — Sonata in Sol menor, Presto
- Kk. 79 — Sonata in Sol maior, Allegrissimo
- Kk. 80 — Sonata in Sol maior, Minuet
- Kk. 81 — Sonata in Mi menor, Solrave
- Kk. 82 — Sonata in Fá maior,
- Kk. 83 — Sonata in Lá maior, Minuet
- Kk. 84 — Sonata in Do menor,
- Kk. 85 — Sonata in Fá maior,
- Kk. 86 — Sonata in Do maior, Andante moderato
- Kk. 87 — Sonata in Si menor,
- Kk. 88 — Sonata in Sol menor, Solrave
- Kk. 89 — Sonata in Ré menor, Allegro
- Kk. 90 — Sonata in Ré menor, Solrave
- Kk. 91 — Sonata in Sol maior, Solrave
- Kk. 92 — Sonata in Ré menor,
- Kk. 93 — Sonata in Sol menor, Fuga
- Kk. 94 — Sonata in Fá maior, Minuet
- Kk. 95 — Sonata in Do maior, Vivace
- Kk. 96 — Sonata in Ré maior, Allegrissimo
- Kk. 97 — Sonata in Sol menor, Allegro
- Kk. 98 — Sonata in Mi menor, Allegrissimo
- Kk. 99 — Sonata in Do menor, Allegro
- Kk. 100 — Sonata in Do maior, Allegro subbito
- Kk. 101 — Sonata in Lá maior, Allegro
- Kk. 102 — Sonata in Sol menor, Allegro
- Kk. 103 — Sonata in Sol maior, Allegrissimo
- Kk. 104 — Sonata in Sol maior, Allegro
- Kk. 105 — Sonata in Sol maior, Allegro
- Kk. 106 — Sonata in Fá maior, Andante
- Kk. 107 — Sonata in Fá maior, Allegro
- Kk. 108 — Sonata in Sol menor, Allegro
- Kk. 109 — Sonata in Lá menor, Andante adagio
- Kk. 110 — Sonata in Lá menor, Allegro
- Kk. 111 — Sonata in Sol menor, Allegro
- Kk. 112 — Sonata in Si b maior, Allegro
- Kk. 113 — Sonata in Lá maior, Vivo
- Kk. 114 — Sonata in Lá maior, Con spirito e presto
- Kk. 115 — Sonata in Do menor, Allegro
- Kk. 116 — Sonata in Do menor, Allegro
- Kk. 117 — Sonata in Do maior, Allegro
- Kk. 118 — Sonata in Ré maior, Non presto
- Kk. 119 — Sonata in Ré maior, Allegro
- Kk. 120 — Sonata in Ré menor, Allegrissimo
- Kk. 121 — Sonata in Sol menor, Allegrissimo
- Kk. 122 — Sonata in Ré maior, Allegro
- Kk. 123 — Sonata in Mi b maior, Allegro
- Kk. 124 — Sonata in Sol maior, Allegro
- Kk. 125 — Sonata in Sol maior, Vivo
- Kk. 126 — Sonata in Do maior, Allegro
- Kk. 127 — Sonata in Lá b maior, Allegro
- Kk. 128 — Sonata in Si b menor, Allegro
- Kk. 129 — Sonata in Do menor, Allegro
- Kk. 130 — Sonata in Lá b maior, Allegro
- Kk. 131 — Sonata in Si b menor, Allegro
- Kk. 132 — Sonata in Do maior, Andante
- Kk. 133 — Sonata in Do maior, Allegro
- Kk. 134 — Sonata in Mi maior, Allegro
- Kk. 135 — Sonata in Mi maior, Allegro
- Kk. 136 — Sonata in Mi maior, Allegro
- Kk. 137 — Sonata in Ré maior, Allegro
- Kk. 138 — Sonata in Ré menor, Allegro
- Kk. 139 — Sonata in Do menor, Presto
- Kk. 140 — Sonata in Ré maior, Allegro
- Kk. 141 — Sonata in Ré menor, Allegro
- Kk. 142 — Sonata in Fá # menor, Allegro
- Kk. 143 — Sonata in Do maior, Allegro
- Kk. 144 — Sonata in Sol maior, Cantabile
- Kk. 145 — Sonata in Ré maior, Allegro non presto
- Kk. 146 — Sonata in Sol maior,
- Kk. 147 — Sonata in Mi menor,
- Kk. 148 — Sonata in Lá menor, Andante
- Kk. 149 — Sonata in Lá menor, Allegro
- Kk. 150 — Sonata in Fá maior, Allegro
- Kk. 151 — Sonata in Fá maior, Andante Allegro
- Kk. 152 — Sonata in Sol maior, Allegro
- Kk. 153 — Sonata in Sol maior, Vivo
- Kk. 154 — Sonata in Si b maior, Allegro
- Kk. 155 — Sonata in Si b maior, Allegro
- Kk. 156 — Sonata in Do maior, Allegro
- Kk. 157 — Sonata in Do maior, Allegro
- Kk. 158 — Sonata in Do menor, Andante
- Kk. 159 — Sonata in Do maior, Allegro
- Kk. 160 — Sonata in Ré maior, Allegro
- Kk. 161 — Sonata in Ré maior, Allegro
- Kk. 162 — Sonata in Mi maior, Andante
- Kk. 163 — Sonata in Mi maior, Allegro
- Kk. 164 — Sonata in Ré maior, Andante moderato
- Kk. 165 — Sonata in Do maior, Andante
- Kk. 166 — Sonata in Do maior, Allegro ma non molto
- Kk. 167 — Sonata in Fá maior, Allegro
- Kk. 168 — Sonata in Fá maior, Vivo
- Kk. 169 — Sonata in Sol maior, Allegro con spirito
- Kk. 170 — Sonata in Do maior, Andante moderato e cantabile
- Kk. 171 — Sonata in Sol maior, Allegro
- Kk. 172 — Sonata in Si b maior, Allegro
- Kk. 173 — Sonata in Si menor, Allegro
- Kk. 174 — Sonata in Do menor, Allegro
- Kk. 175 — Sonata in Lá menor, Allegro
- Kk. 176 — Sonata in Ré menor, Cantabile andante
- Kk. 177 — Sonata in Ré maior, Andante moderato
- Kk. 178 — Sonata in Ré maior, Vivo
- Kk. 179 — Sonata in Sol menor, Allegro
- Kk. 180 — Sonata in Sol maior, Allegro vivo
- Kk. 181 — Sonata in Lá maior, Allegro
- Kk. 182 — Sonata in Lá maior, Allegro
- Kk. 183 — Sonata in Fá menor, Allegro
- Kk. 184 — Sonata in Fá menor, Allegro
- Kk. 185 — Sonata in Fá menor, Andante
- Kk. 186 — Sonata in Fá menor, Allegro
- Kk. 187 — Sonata in Fá menor, Allegro
- Kk. 188 — Sonata in Lá menor, Allegro
- Kk. 189 — Sonata in Si b maior, Allegro
- Kk. 190 — Sonata in Si b maior, Vivo
- Kk. 191 — Sonata in Ré menor, Allegro
- Kk. 192 — Sonata in Mi b maior, Allegro
- Kk. 193 — Sonata in Mi b maior, Allegro
- Kk. 194 — Sonata in Fá maior, Andante
- Kk. 195 — Sonata in Fá maior, Vivo
- Kk. 196 — Sonata in Sol menor, Allegro
- Kk. 197 — Sonata in Si menor, Andante
- Kk. 198 — Sonata in Mi menor, Allegro
- Kk. 199 — Sonata in Do maior, Andante Moderato
- Kk. 200 — Sonata in Do maior, Allegro
- Kk. 201 — Sonata in Sol maior, Vivo
- Kk. 202 — Sonata in Si b maior, Allegro
- Kk. 203 — Sonata in Mi menor, Vivo non molto
- Kk. 204a  — Sonata in Fá menor, Allegro
- Kk. 204b  — Sonata in Fá menor, Allegro
- Kk. 205 — Sonata in Fá maior, Vivo
- Kk. 206 — Sonata in Mi maior, Andante
- Kk. 207 — Sonata in Mi maior, Allegro
- Kk. 208 — Sonata in Lá maior, Andante e cantabile
- Kk. 209 — Sonata in Lá maior, Allegro
- Kk. 210 — Sonata in Sol maior, Andante
- Kk. 211 — Sonata in Lá maior, Andantino
- Kk. 212 — Sonata in Lá maior, Allegro molto
- Kk. 213 — Sonata in Ré menor, Andante
- Kk. 214 — Sonata in Ré maior, Vivo
- Kk. 215 — Sonata in Mi maior, Andante
- Kk. 216 — Sonata in Mi maior, Allegro
- Kk. 217 — Sonata in Lá menor, Andante
- Kk. 218 — Sonata in Lá menor, Vivo
- Kk. 219 — Sonata in Lá maior, Andante
- Kk. 220 — Sonata in Lá maior, Allegro
- Kk. 221 — Sonata in Lá maior, Allegro
- Kk. 222 — Sonata in Lá maior, Vivo
- Kk. 223 — Sonata in Ré maior, Allegro
- Kk. 224 — Sonata in Ré maior, Vivo
- Kk. 225 — Sonata in Do maior, Allegro
- Kk. 226 — Sonata in Do menor, Allegro
- Kk. 227 — Sonata in Si menor, Allegro
- Kk. 228 — Sonata in Si b maior, Allegro
- Kk. 229 — Sonata in Si b maior, Allegro vivo
- Kk. 230 — Sonata in Do menor, Allegro
- Kk. 231 — Sonata in Do maior, Allegro
- Kk. 232 — Sonata in Mi menor, Andante
- Kk. 233 — Sonata in Mi menor, Allegro
- Kk. 234 — Sonata in Sol menor, Andante
- Kk. 235 — Sonata in Sol maior, Allegro
- Kk. 236 — Sonata in Ré maior, Allegro
- Kk. 237 — Sonata in Ré maior, Allegro
- Kk. 238 — Sonata in Fá menor, Andante
- Kk. 239 — Sonata in Fá menor, Allegro
- Kk. 240 — Sonata in Sol maior, Allegro
- Kk. 241 — Sonata in Sol maior, Allegro
- Kk. 242 — Sonata in Do maior, Vivo
- Kk. 243 — Sonata in Do maior, Allegro
- Kk. 244 — Sonata in Si maior, Allegro
- Kk. 245 — Sonata in Si maior, Allegro
- Kk. 246 — Sonata in Do # menor, Allegro
- Kk. 247 — Sonata in Do # menor, Allegro
- Kk. 248 — Sonata in Si b maior, Allegro
- Kk. 249 — Sonata in Si b maior, Allegro
- Kk. 250 — Sonata in Do maior, Allegro
- Kk. 251 — Sonata in Do maior, Allegro
- Kk. 252 — Sonata in Mi b maior, Allegro
- Kk. 253 — Sonata in Mi b maior, Allegro
- Kk. 254 — Sonata in Do menor, Allegro
- Kk. 255 — Sonata in Do maior, Allegro
- Kk. 256 — Sonata in Fá maior, Andante
- Kk. 257 — Sonata in Fá maior, Allegro
- Kk. 258 — Sonata in Ré maior, Andante
- Kk. 259 — Sonata in Sol maior, Andante
- Kk. 260 — Sonata in Sol maior, Allegro
- Kk. 261 — Sonata in Si maior, Allegro
- Kk. 262 — Sonata in Si maior, Vivo
- Kk. 263 — Sonata in Mi menor, Andante
- Kk. 264 — Sonata in Mi maior, Vivo
- Kk. 265 — Sonata in Lá menor, Allegro
- Kk. 266 — Sonata in Si b maior, Andante
- Kk. 267 — Sonata in Si b maior, Allegro
- Kk. 268 — Sonata in Lá maior, Allegro
- Kk. 269 — Sonata in Lá maior, Allegro
- Kk. 270 — Sonata in Do maior,
- Kk. 271 — Sonata in Do maior, Vivo
- Kk. 272 — Sonata in Si b maior, Allegro
- Kk. 273 — Sonata in Si b maior, Vivo
- Kk. 274 — Sonata in Fá maior, Andante
- Kk. 275 — Sonata in Fá maior, Allegro
- Kk. 276 — Sonata in Fá maior, Allegro
- Kk. 277 — Sonata in Ré maior, Cantabile andantino
- Kk. 278 — Sonata in Ré maior, Con velocita
- Kk. 279 — Sonata in Lá maior, Andante
- Kk. 280 — Sonata in Lá maior, Allegro
- Kk. 281 — Sonata in Ré maior, Andante
- Kk. 282 — Sonata in Ré maior, Allegro
- Kk. 283 — Sonata in Sol maior, Andante allegro
- Kk. 284 — Sonata in Sol maior, Allegro
- Kk. 285 — Sonata in Lá maior, Andante allegro
- Kk. 286 — Sonata in Lá maior, Allegro
- Kk. 287 — Sonata in Ré maior, Andante allegro
- Kk. 288 — Sonata in Ré maior, Allegro
- Kk. 289 — Sonata in Sol maior, Allegro
- Kk. 290 — Sonata in Sol maior, Allegro
- Kk. 291 — Sonata in Mi menor, Andante
- Kk. 292 — Sonata in Mi menor, Allegro
- Kk. 293 — Sonata in Si menor, Allegro
- Kk. 294 — Sonata in Ré menor, Andante
- Kk. 295 — Sonata in Ré menor, Allegro
- Kk. 296 — Sonata in Fá maior, Andante
- Kk. 297 — Sonata in Fá maior, Allegro
- Kk. 298 — Sonata in Ré maior, Allegro
- Kk. 299 — Sonata in Ré maior, Allegro
- Kk. 300 — Sonata in Lá maior, Andante
- Kk. 301 — Sonata in Lá maior, Allegro
- Kk. 302 — Sonata in Do menor, Andante
- Kk. 303 — Sonata in Do menor, Allegro
- Kk. 304 — Sonata in Sol maior, Andante cantabile
- Kk. 305 — Sonata in Sol maior, Allegro
- Kk. 306 — Sonata in Mi b maior, Allegro
- Kk. 307 — Sonata in Mi b maior, Allegro
- Kk. 308 — Sonata in Do maior, Cantabile
- Kk. 309 — Sonata in Do maior, Allegro
- Kk. 310 — Sonata in Si b maior, Andante
- Kk. 311 — Sonata in Si b maior, Allegro
- Kk. 312 — Sonata in Ré maior, Allegro
- Kk. 313 — Sonata in Ré maior, Allegro
- Kk. 314 — Sonata in Sol maior, Allegro
- Kk. 315 — Sonata in Sol menor, Allegro
- Kk. 316 — Sonata in Fá maior, Allegro
- Kk. 317 — Sonata in Fá maior, Allegrissimo
- Kk. 318 — Sonata in Fá # maior, Andante
- Kk. 319 — Sonata in Fá # maior, Allegro
- Kk. 320 — Sonata in Lá maior, Allegro
- Kk. 321 — Sonata in Lá maior, Allegro
- Kk. 322 — Sonata in Lá maior, Allegro
- Kk. 323 — Sonata in Lá maior, Allegro
- Kk. 324 — Sonata in Sol maior, Andante
- Kk. 325 — Sonata in Sol maior, Con velocita
- Kk. 326 — Sonata in Do maior, Allegro
- Kk. 327 — Sonata in Do maior, Allegro
- Kk. 328 — Sonata in Sol maior, Andante comodo
- Kk. 329 — Sonata in Do maior, Allegro
- Kk. 330 — Sonata in Do maior, Allegro
- Kk. 331 — Sonata in Si b maior, Andante
- Kk. 332 — Sonata in Si b maior, Allegro
- Kk. 333 — Sonata in Ré maior, Allegro
- Kk. 334 — Sonata in Si b maior, Allegro
- Kk. 335 — Sonata in Ré maior, Allegro
- Kk. 336 — Sonata in Ré maior, Allegro
- Kk. 337 — Sonata in Sol maior, Allegro
- Kk. 338 — Sonata in Sol maior, Allegro
- Kk. 339 — Sonata in Do maior, Allegro
- Kk. 340 — Sonata in Do maior, Allegro
- Kk. 341 — Sonata in Lá menor, Allegro
- Kk. 342 — Sonata in Lá maior, Allegro
- Kk. 343 — Sonata in Lá maior, Allegro andante
- Kk. 344 — Sonata in Lá maior, Allegro
- Kk. 345 — Sonata in Ré maior, Allegro
- Kk. 346 — Sonata in Ré maior, Allegro
- Kk. 347 — Sonata in Sol menor, Moderato e cantabile
- Kk. 348 — Sonata in Sol maior, Prestissimo
- Kk. 349 — Sonata in Fá maior, Allegro
- Kk. 350 — Sonata in Fá maior, Allegro
- Kk. 351 — Sonata in Si b maior, Andante
- Kk. 352 — Sonata in Ré maior, Allegro
- Kk. 353 — Sonata in Ré maior, Allegro
- Kk. 354 — Sonata in Fá maior, Andante
- Kk. 355 — Sonata in Fá maior, Allegro
- Kk. 356 — Sonata in Do maior, Con spirito andante
- Kk. 357 — Sonata in Do maior, Allegro
- Kk. 358 — Sonata in Ré maior, Allegro
- Kk. 359 — Sonata in Ré maior, Allegrissimo
- Kk. 360 — Sonata in Si b maior, Allegro
- Kk. 361 — Sonata in Si b maior, Allegrissimo
- Kk. 362 — Sonata in Do menor, Allegro
- Kk. 363 — Sonata in Do menor, Presto
- Kk. 364 — Sonata in Fá menor, Allegro
- Kk. 365 — Sonata in Fá menor, Allegro
- Kk. 366 — Sonata in Fá maior, Allegro
- Kk. 367 — Sonata in Fá maior, Presto
- Kk. 368 — Sonata in Lá maior, Allegro
- Kk. 369 — Sonata in Lá maior, Allegro
- Kk. 370 — Sonata in Mi b maior, Allegro
- Kk. 371 — Sonata in Mi b maior, Allegro
- Kk. 372 — Sonata in Sol maior, Allegro
- Kk. 373 — Sonata in Sol menor, Presto e fugato
- Kk. 374 — Sonata in Sol maior, Andante
- Kk. 375 — Sonata in Sol maior, Allegro
- Kk. 376 — Sonata in Si menor, Allegro
- Kk. 377 — Sonata in Si menor, Allegrissimo
- Kk. 378 — Sonata in Fá maior, Allegro
- Kk. 379 — Sonata in Fá maior, Minuet
- Kk. 380 — Sonata in Mi maior, Andante commodo
- Kk. 381 — Sonata in Mi maior, Allegro
- Kk. 382 — Sonata in Lá menor, Allegro
- Kk. 383 — Sonata in Lá menor, Allegro
- Kk. 384 — Sonata in Do maior, Cantabile andante
- Kk. 385 — Sonata in Do maior, Allegro
- Kk. 386 — Sonata in Fá menor, Presto
- Kk. 387 — Sonata in Fá menor, Veloce e fugato
- Kk. 388 — Sonata in Ré maior, Presto
- Kk. 389 — Sonata in Ré maior, Allegro
- Kk. 390 — Sonata in Sol maior, Allegro
- Kk. 391 — Sonata in Sol maior, Minuet
- Kk. 392 — Sonata in Si b maior, Allegro
- Kk. 393 — Sonata in Si b maior, Minuet
- Kk. 394 — Sonata in Mi menor, Allegro
- Kk. 395 — Sonata in Mi maior, Allegro
- Kk. 396 — Sonata in Ré menor, Andante
- Kk. 397 — Sonata in Ré maior, Minuet
- Kk. 398 — Sonata in Do maior, Andante
- Kk. 399 — Sonata in Do maior, Allegro
- Kk. 400 — Sonata in Ré maior, Allegro
- Kk. 401 — Sonata in Ré maior, Allegro
- Kk. 402 — Sonata in Do menor, Andante
- Kk. 403 — Sonata in Mi maior, Allegro
- Kk. 404 — Sonata in Lá maior, Andante
- Kk. 405 — Sonata in Lá maior, Allegro
- Kk. 406 — Sonata in Do maior, Allegro
- Kk. 407 — Sonata in Do maior, Allegro
- Kk. 408 — Sonata in Si menor, Andante
- Kk. 409 — Sonata in Si menor, Allegro
- Kk. 410 — Sonata in Si b maior, Allegro
- Kk. 411 — Sonata in Si b maior, Allegro
- Kk. 412 — Sonata in Sol maior, Allegro
- Kk. 413 — Sonata in Sol maior, Allegro
- Kk. 414 — Sonata in Ré maior, Allegro
- Kk. 415 — Sonata in Ré maior,"""Pastoral Allegro"""
- Kk. 416 — Sonata in Ré maior, Presto
- Kk. 417 — Sonata in Ré menor, Allegro moderato
- Kk. 418 — Sonata in Fá maior, Allegro
- Kk. 419 — Sonata in Fá maior, Piu tosto presto che allegro
- Kk. 420 — Sonata in Do maior, Allegro
- Kk. 421 — Sonata in Do maior, Allegro
- Kk. 422 — Sonata in Do maior, Allegro
- Kk. 423 — Sonata in Do maior, Presto
- Kk. 424 — Sonata in Sol maior, Allegro
- Kk. 425 — Sonata in Sol maior, Allegro molto
- Kk. 426 — Sonata in Sol menor, Andante
- Kk. 427 — Sonata in Sol maior, Presto
- Kk. 428 — Sonata in Lá maior, Allegro
- Kk. 429 — Sonata in Lá maior, Allegro
- Kk. 430 — Sonata in Ré maior, Non presto ma a tempo di ballo
- Kk. 431 — Sonata in Sol maior, Allegro
- Kk. 432 — Sonata in Sol maior, Allegro
- Kk. 433 — Sonata in Sol maior, Vivo
- Kk. 434 — Sonata in Ré menor, Andante
- Kk. 435 — Sonata in Ré maior, Allegro
- Kk. 436 — Sonata in Ré maior, Allegro
- Kk. 437 — Sonata in Fá maior, Andante commodo
- Kk. 438 — Sonata in Fá maior, Allegro
- Kk. 439 — Sonata in Si b maior, Moderato
- Kk. 440 — Sonata in Si b maior, Minuet
- Kk. 441 — Sonata in Si b maior, Allegro
- Kk. 442 — Sonata in Si b maior, Allegro
- Kk. 443 — Sonata in Ré maior, Allegro
- Kk. 444 — Sonata in Ré menor, Allegrissimo
- Kk. 445 — Sonata in Fá maior, Allegro
- Kk. 446 — Sonata in Fá maior, Pastorale Allegrissimo
- Kk. 447 — Sonata in Fá # menor, Allegro
- Kk. 448 — Sonata in Fá # menor, Allegro
- Kk. 449 — Sonata in Sol maior, Allegro
- Kk. 450 — Sonata in Sol menor, Allegrissimo
- Kk. 451 — Sonata in Lá menor, Allegro
- Kk. 452 — Sonata in Lá maior, Andante allegro
- Kk. 453 — Sonata in Lá menor, Andante
- Kk. 454 — Sonata in Sol maior, Andante spiritoso
- Kk. 455 — Sonata in Sol maior, Allegro
- Kk. 456 — Sonata in Lá maior, Allegro
- Kk. 457 — Sonata in Lá maior, Allegro
- Kk. 458 — Sonata in Ré maior, Allegro
- Kk. 459 — Sonata in Ré maior, Allegro
- Kk. 460 — Sonata in Do maior, Allegro
- Kk. 461 — Sonata in Do maior, Allegro
- Kk. 462 — Sonata in Fá menor, Andante
- Kk. 463 — Sonata in Fá menor, Molto allegro
- Kk. 464 — Sonata in Do maior, Allegro
- Kk. 465 — Sonata in Do maior, Allegro
- Kk. 466 — Sonata in Fá menor, Andante moderato
- Kk. 467 — Sonata in Fá menor, Allegrissimo
- Kk. 468 — Sonata in Fá maior, Allegro
- Kk. 469 — Sonata in Fá maior, Allegro molto
- Kk. 470 — Sonata in Sol maior, Allegro
- Kk. 471 — Sonata in Sol maior, Minuet
- Kk. 472 — Sonata in Si b maior, Andante
- Kk. 473 — Sonata in Si b maior, Allegro molto
- Kk. 474 — Sonata in Mi b maior, Andante e cantabile
- Kk. 475 — Sonata in Mi b maior, Allegrissimo
- Kk. 476 — Sonata in Sol menor, Allegro
- Kk. 477 — Sonata in Sol maior, Allegrissimo
- Kk. 478 — Sonata in Ré maior, Andante e cantabile
- Kk. 479 — Sonata in Ré maior, Allegrissimo
- Kk. 480 — Sonata in Ré maior, Presto
- Kk. 481 — Sonata in Fá menor, Andante e cantabile
- Kk. 482 — Sonata in Fá maior, Allegrissimo
- Kk. 483 — Sonata in Fá maior, Presto
- Kk. 484 — Sonata in Fá maior, Allegro
- Kk. 485 — Sonata in Do maior, Andante e cantabile
- Kk. 486 — Sonata in Do maior, Allegro
- Kk. 487 — Sonata in Do maior, Allegro
- Kk. 488 — Sonata in Si b maior, Allegro
- Kk. 489 — Sonata in Si b maior, Allegro
- Kk. 490 — Sonata in Ré maior, Cantabile
- Kk. 491 — Sonata in Ré maior, Allegro
- Kk. 492 — Sonata in Ré maior, Presto
- Kk. 493 — Sonata in Sol maior, Allegro
- Kk. 494 — Sonata in Sol maior, Allegro
- Kk. 495 — Sonata in Mi maior, Allegro
- Kk. 496 — Sonata in Mi maior, Allegro
- Kk. 497 — Sonata in Si menor, Allegro
- Kk. 498 — Sonata in Si menor, Allegro
- Kk. 499 — Sonata in Lá maior, Andante
- Kk. 500 — Sonata in Lá maior, Allegro
- Kk. 501 — Sonata in Do maior, Allegretto
- Kk. 502 — Sonata in Do maior, Allegro
- Kk. 503 — Sonata in Si b maior, Allegretto
- Kk. 504 — Sonata in Si b maior, Allegro
- Kk. 505 — Sonata in Fá maior, Allegro non presto
- Kk. 506 — Sonata in Fá maior, Allegro
- Kk. 507 — Sonata in Mi b maior, Andantino cantabile
- Kk. 508 — Sonata in Mi b maior, Allegro
- Kk. 509 — Sonata in Ré maior, Allegro
- Kk. 510 — Sonata in Ré menor, Allegro molto
- Kk. 511 — Sonata in Ré maior, Allegro
- Kk. 512 — Sonata in Ré maior, Allegro
- Kk. 513 — Sonata in Do maior, Pastorale Moderato
- Kk. 514 — Sonata in Do maior, Allegro
- Kk. 515 — Sonata in Do maior, Allegro
- Kk. 516 — Sonata in Ré menor, Allegretto
- Kk. 517 — Sonata in Ré menor, Prestissimo
- Kk. 518 — Sonata in Fá maior, Allegro
- Kk. 519 — Sonata in Fá menor, Allegro assai
- Kk. 520 — Sonata in Sol maior, Allegretto
- Kk. 521 — Sonata in Sol maior, Allegro
- Kk. 522 — Sonata in Sol maior, Allegro
- Kk. 523 — Sonata in Sol maior, Allegro
- Kk. 524 — Sonata in Fá maior, Allegro
- Kk. 525 — Sonata in Fá maior, Allegro
- Kk. 526 — Sonata in Do menor, Allegro comodo
- Kk. 527 — Sonata in Do maior, Allegro assai
- Kk. 528 — Sonata in Si b maior, Allegro
- Kk. 529 — Sonata in Si b maior, Allegro
- Kk. 530 — Sonata in Mi maior, Allegro
- Kk. 531 — Sonata in Mi maior, Allegro
- Kk. 532 — Sonata in Lá menor, Allegro
- Kk. 533 — Sonata in Lá maior, Allegro assai
- Kk. 534 — Sonata in Ré maior, Cantabile
- Kk. 535 — Sonata in Ré maior, Allegro
- Kk. 536 — Sonata in Lá maior, Cantabile
- Kk. 537 — Sonata in Lá maior, Prestissimo
- Kk. 538 — Sonata in Sol maior, Allegretto
- Kk. 539 — Sonata in Sol maior, Allegro
- Kk. 540 — Sonata in Fá maior, Allegretto
- Kk. 541 — Sonata in Fá maior, Allegretto
- Kk. 542 — Sonata in Fá maior, Allegretto
- Kk. 543 — Sonata in Fá maior, Allegro
- Kk. 544 — Sonata in Si b maior, Cantabile
- Kk. 545 — Sonata in Si b maior, Prestissimo
- Kk. 546 — Sonata in Sol menor, Cantabile
- Kk. 547 — Sonata in Sol maior, Allegro
- Kk. 548 — Sonata in Do maior, Allegretto
- Kk. 549 — Sonata in Do maior, Allegro
- Kk. 550 — Sonata in Si maior, Allegretto
- Kk. 551 — Sonata in Si maior, Allegro
- Kk. 552 — Sonata in Ré menor, Allegretto
- Kk. 553 — Sonata in Ré menor, Allegro
- Kk. 554 — Sonata in Fá maior, Allegretto
- Kk. 555 — Sonata in Fá menor, Allegro